# Fıstıqlı
Fıstıqlı è un comune dell'Azerbaigian situato nel distretto di Qax. Conta una popolazione di 262 abitanti.